# Benelli M3
A Benelli M3 (Super 90) é uma  escopeta semiautomática, desenhada e fabricada pela fabricante de armas de fogo italiana Benelli.
A M3 tem uma capacidade para oito cartuchos no máximo, e usa o sistema de tiro semiautomático patenteado pela Benelli e usado pela primeira vez na M1. A M3 destaca-se por dar ao usuário a opção de tiro semiautomático ou de ação de bombeamento (pump action). É confiável e versátil e agrada  tanto a policiais como a esportistas.